# آنتونوف ای‌ان-۱۲۴

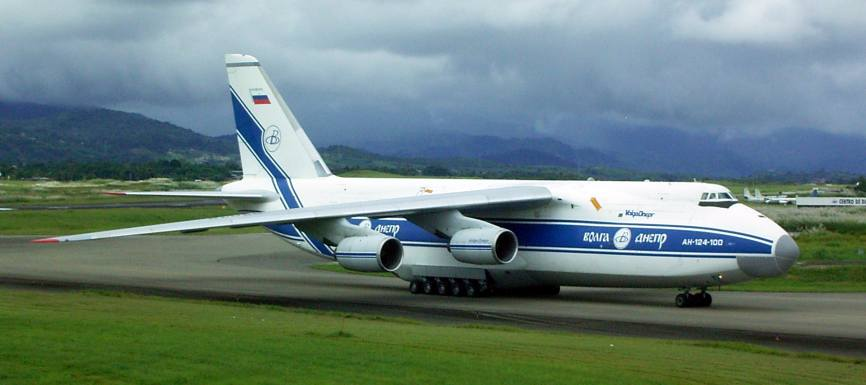
آنتونوف-۱۲۴

آنتونوف ای‌ان-۱۲۴ روسلان (به انگلیسی: Antonov An-124 Ruslan) معروف به کندور (Condor) یک هواپیمای غیرنظامی است. این هواپیما توسط شرکت آنتونوف و آویااستار تولید می‌شود. طراحی این هواپیما از اواخر دهه هفتاد میلادی شروع شد و نخستین پرواز آن در آوریل ۱۹۸۲ انجام شد. کاربرد تجاری آن از سال ۱۹۸۶ شروع شد. تا پیش از ساخت ایرباس آ-۳۸۰ این هواپیما بزرگ‌ترین هواپیمای با تولید انبوه جهان به حساب می‌آمد.
این هواپیما رکوردهای بسیاری را جابجا کرده، که مهم‌ترین آنها حمل محموله ای به وزن ۱۷۱۲۱۹ کیلوگرم در ارتفاع ۱۰۷۵۰ متر بوده‌است مهم‌ترین کاربری فعلی این هواپیما حمل تجهیزات نظامی چندین کشور عضو ناتو طی قراردادهای جداگانه ای با دو شرکت حمل و نقل هوایی ولگا دنیپر روسیه و خطوط هوایی آنتونوف اکراین توسط ۱۷ فروند از این هواپیماها می‌باشد. کاربر اصلی این قرارداد ارتش فرانسه است و شرکت روسی در پی تنش فزاینده روسیه و غرب بر سر بحران اکراین و نقش روسیه در سوریه؛ در واکنش به تحریمهای غرب، اعلام کرده‌است که در پایان سال ۲۰۱۸ از این قرارداد خارج خواهد شد.

## مشخصات

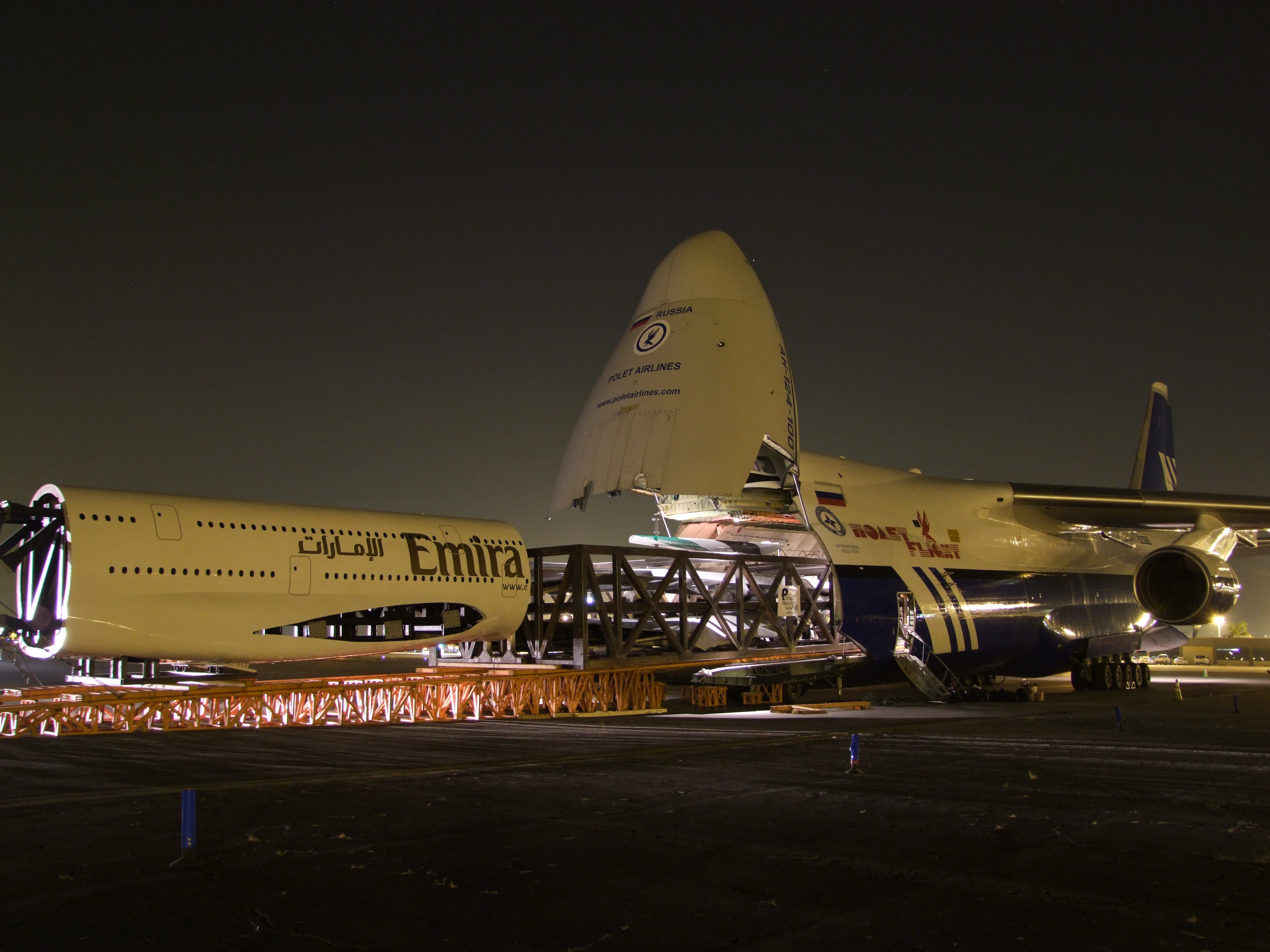

آنتونوف-۱۲۴ دارای چهار موتور توربوفن در زیر دو بال است.
- فاصله نوک دو بال: ۷۳٫۳ متر
- طول: ۶۹٫۱ متر
- ارتفاع: ۲۱٫۱ متر
- ظرفیت مسافر:۸۵ نفر در نوع ترابری، ۳۵۰ نفر در نوع مسافربری
- بیشینه سرعت: ۸۶۵ کیلومتر بر ساعت
- سرعت کروز: ۷۵۰ کیلومتر بر ساعت
- محدوده پرواز: ۱۲۱۰۰ کیلومتر
- بیشینه ارتفاع: ۱۲۰۰۰ متر
- ظرفیت حمل و نقل: ۱۰۰ تن
- بیشینه وزن هنگام برخاست: ۴۵۰ تن
- تعداد خدمه: ۷ نفر

## مدل‌ها
- An-124 مدل پایه ترابری نظامی
- An-124-100 مدل مسافربری پایه.
- An-124-100M
- An-124-200 مدل پیشنهادی با موتورهای متفاوت
- An-124-300